# Steinbach (Jagst, Hornberg an der Jagst)
Der Steinbach ist ein Bach im Stadtgebiet von Kirchberg an der Jagst im Landkreis Schwäbisch Hall im nordöstlichen Baden-Württemberg, der dort aus seinem rechten Oberlauf Esbach und seinem linken Oberlauf Eselbach zusammenfließt und nach etwa zwei Kilometern Schluchtlauf nach Südwesten beim Stadtteil Hornberg an der Jagst von rechts in die mittlere Jagst mündet. Seine beiden Oberläufe entspringen in Nachbargemeinden. Zusammen mit dem Esbach oder auch dem Eselbach ist der Steinbach jeweils rund sechs Kilometer lang.
Geographische Karten benennen bestimmte Laufabschnitte im Gewässersystem des Steinbachs teils abweichend von der hier gewählten Darstellung. Näheres unter → Andere Namen.

## Geographie

### Oberlauf Esbach
Der Esbach entsteht etwas westlich des Weilers Oberwinden von Rot am See auf etwa 425 m ü. NHN an einem Feldweg. Von dort zieht er in einem Graben zwischen Feldern ostwärts auf den Weiler zu, durchquert ihn und wendet sich hinter ihm zwischen Äckern nach Südosten, ehe er sich im Gewann Harreswiesen in enger Grabenkurve auf nun beständigen Südwestlauf kehrt. Er unterquert westlich des Roter Weilers Niederwinden zum zweiten Male nach Oberwinden die L 1040 von Rot nach Kirchberg an der Jagst, auf dessen Stadtgebiet er dort wechselt.
In wechselndem Abstand von bis zu 200 Metern folgt seiner nun merklichen Mulde links die Landesstraße, während dem nun erstmals meist von einer lockeren Baum- und Gebüschreihe begleiteten Graben entlang an der rechten Seite ein Feldweg zieht. Von Nordosten her erfährt der Bach zweimal Zufluss, durch den Maßenbach und dann schon am Ortsanfang des Dorfes Gaggstatt durch den Engstenbach, beide sind rund einen Kilometer lange Gräben, die am Rande von Waldinseln entstehen.
Dann verschwindet der Esbach für seinen letzten Viertelkilometer in einer Verdolung, die etwa der Trasse der Brunnenstraße folgt. Ein letztes Mal quert er so die hier im Dorf Raiffeisenstraße genannte L 1040 und fließt etwa bei deren Haus Nr. 10 unterirdisch mit dem linken Steinbach-Oberlauf Eselbach zusammen.
Der Esbach ist etwa 4,0 km lang und fällt auf seinem Lauf um etwa 42 Höhenmeter, sein mittleres Sohlgefälle liegt bei unter 11 ‰. Sein Einzugsgebiet ist 4,4 km² groß.

### Oberlauf Eselbach
Der Eselbach entsteht an dessen Westrand eben noch im Gemeindegebiet von Wallhausen etwa 0,5 km südsüdwestlich der Unterführung der B 290 („Kaiserstraße“) unter der Bahnstrecke Crailsheim–Königshofen innerhalb einer länglichen Flurbucht im Gewann Brühl auf etwa 426 m ü. NHN. Der hier wenig auffällige Graben dieses Oberlaufs, auf Wallhausener Gebiet Espach genannt, läuft inmitten der Wiesenbucht nordwärts aus dem Wald heraus. An der Gemeindegrenze zu Rot am See wendet er sich westwärts und fließt als Feldrandgraben auf den Roter Weiler Niederwinden zu, bei dessen Durchquerung er auf Südwestlauf schwenkt.
Ab hier folgt ihm rechtsseits die Straße von Niederwinden nach Gaggstatt und abschnittsweise begleitet ihn eine Baumreihe. Eben noch auf Roter Gemeindegebiet fließt ihm unbeständig ein kleiner Bach aus der Klinge zu, der in einem schmalen Waldriegel verläuft. In Gaggstatt passiert er einen rechts jenseits der Straße liegenden kleinen Löschwasserteich. Gut hundert Meter weiter fließt er, nun ebenfalls verdolt, mit dem Esbach zusammen.
Der Eselbach ist 4,2 km lang, fällt auf dieser Strecke um etwa 43 Höhenmeter, sein mittleres Sohlgefälle liegt bei etwa 10 ‰. Sein 4,2 km² umfassendes Einzugsgebiet bleibt nur wenig unter dem des Esbachs.

### Verlauf des Steinbachs
Der auf etwa 383 m ü. NHN durch den Zusammenfluss entstandene Steinbach fließt etwa südwestwärts und tritt dann dem Ortsende Gaggstatts zu an die Oberfläche. Dort beginnt seine für die Jagstzuflüsse der Umgebung typische Muschelkalk-Klinge, in welcher ihm die L 1040 rechts am Lauf begleitet. Nach einem ersten Mäanderbogen des Tals mündet von Osten her das kurze Engertal, der es durchlaufende Engertalbach zieht zuvor auf der flachen Hochebene wie die bisher genannten Oberläufe und Oberlauf-Zuflüsse. Am Zufluss zweigt die K 2511 nach Hornberg von der Landesstraße ab, die über das kurze und kerbförmige Seitental auf die linke Talschulter des Steinbachs aufsteigt.
Der Steinbach läuft von nun an über breite und meist wenig hohe Kalkbänke in einem steil eingetieften Waldtal. Er passiert bald die Hornberger Hammerschmiede am linken Ufer. Erst nach einigen kleinen Talwendungen und etwa 700 Meter weiter abwärts stehen dann die ersten Häuser der kleinen Talsiedlung Hornbergs am Ufer. 2,0 km unterhalb des Zusammenflusses seiner zwei Oberläufe wird der Steinbach noch von der Brücke des Mühlwegs überspannt, dann mündet er auf 336,3 m ü. NHN von rechts an der Stadtteilgrenze zum zentralen Kirchberg in die mittlere Jagst, zwischen dem Schlossberg (390,3 m ü. NHN) mit dem Schloss Hornberg links und dem rechten Talsporn (386 m ü. NHN) mit der Ruine der Burg Sulz.
Auf seinem Lauf größtenteils in seiner tief eingeschnittenen Schlucht fällt der Steinbach um etwa 47 Höhenmeter, das mittlere Sohlgefälle erreicht etwa 24 ‰.

### Einzugsgebiet
Der Steinbach hat ein Einzugsgebiet von 11,7 km² Größe, zu dem seine beiden großen Überläufe jeweils über 4 km² beitragen. Sein überwiegender nordöstlicher und oberer Teil liegt naturräumlich gesehen bis nach Gaggstatt herab im Unterraum Blaufelden-Gerabronner Ebene der Hohenloher und Haller Ebene, vom Rest, der zu den Kocher-Jagst-Ebenen rechnet, liegt der überwiegende Teil im Unterraum Bartenstein-Langenburger Platten, der kleine Mündungszwickel im Mittleren Jagsttal.
Die Gesamtwasserscheide grenzt reihum an die Nachbareinzugsgebiete
- des Brettach-Zuflusses Beimbach im Nordwesten
- des Brettach-Zuflusses Seebach im Norden und Nordosten
- des Weidenbachs im Osten, der die meiste Zeit in einem Ponor versinkt, mit seinem offenen Ablauf aber sonst zum Seebach entwässert
- zweier unbedeutender Jagst-Zuflüsse im Süden und
- des Weckelweiler Klingenbachs im Westen.

Der mit etwa 472,9 m ü. NHN höchste Punkt des Einzugsgebietes liegt an der Südostecke auf der Kuppe der K 2509 Gaggstatt–Wallhausen am Südrand des Hornberger Waldes. Sein größter Flächenanteil liegt im tieferem, südwestlichen Teil auf dem Gebiet der Stadt Kirchberg an der Jagst, ein etwas kleiner im Norden und Nordosten auf dem der Gemeinde Rot am See. Im Osten gehört ein schmaler und unbesiedelter Streifen vorwiegend im Wald zur Gemeinde Wallhausen.
Auf rund anderthalb Quadratkilometer des Einzugsgebietes steht Wald, meist am Ostrand und am Nordwestrand des Einzugsgebiets sowie zum kleinsten Teil in und an der engen Unterlaufschlucht. Auf der übrigen, den stark überwiegenden Teil des Einzugsgebietes einnehmenden Hochfläche wird allermeist Feldbau betrieben.

### Zuflüsse und Seen
Liste der Zuflüsse und  Seen von der Quelle zur Mündung. Gewässerlänge, Seefläche, Einzugsgebiet und Höhe nach den entsprechenden Layern auf der Onlinekarte der LUBW. Andere Quellen für die Angaben sind vermerkt.
Zusammenfluss des Steinbachs auf etwa 383 m ü. NHN in Gaggstatt am Haus Raiffeisenstraße 10. Der Steinbach fließt in kleinen Talmäandern südwestlich.
- Esbach, rechter und nordnordöstlicher Hauptstrang-Oberlauf, 4,0 km[LUBW 4][LUBW 5] und 4,4 km².[LUBW 6] Entsteht auf etwa 425 m ü. NHN westlich des Weilers Oberwinden der Gemeinde Rot am See.
Der Esbachs durchquert erst auf Ostlauf Oberwinden und wendet sich dann nach rechts auf Südwestlauf.
  - Maßenbach, von rechts und Nordnordwesten auf etwa 395 m ü. NHN etwa 0,4 km nördlich des Ortsrandes von Kirchberg an der Jagst-Gaggstatt, 1,0 km und 0,7 km². Entsteht auf etwa 420 m ü. NHN an der Nordostspitze des Oberholzes dicht an der Gemeindegrenze von Rot am See zu Kirchberg an der Jagst.
  - Engstenbach, von rechts und Nordwesten auf etwa 385 m ü. NHN gegenüber dem Haus Brunnenstraße 30 im nördlichen Gaggstatt, 1,1 km und 0,7 km². Entsteht auf etwa 415 m ü. NHN am Ostrand der Waldinsel Hagen.
- Eselbach, linker und ostnordöstlicher Oberlauf, 4,2 km und 4,2 km². Entsteht auf etwa 426 m ü. NHN als Espach in einer Flurzunge im Wald nordwestlich von Wallhausen.
Läuft auf den ersten ca. 0,6 km nordwärts aus dem Wald, heißt dann ab der Gemeindegrenze zu Rot am See Eselbach und läuft ab hier westlich bis südwestlich und durchquert dabei Rot am See-Niederwinden.
  - (Bach aus der Klinge) , von links und Ostsüdosten auf etwa 397 m ü. NHN etwa 0,8 km vor dem Gaggstatter Ortsrand, 1,4 km und ca. 0,6 km².[LUBW 9] Entsteht auf etwa 441 m ü. NHN am Westrand des Waldes Etz zum Orenfeld und durchläuft größtenteils und nahe der Gemeindegrenze zu Kirchberg eine vom Heinrichsbühl bestandene Geländerinne.
  -  Passiert auf etwa 385 m ü. NHN in Gaggstatt einen Weiher am rechten Ufer neben der L 1040, unter 0,1 ha.
- Engertalbach[LUBW 10], von links und Ostnordosten auf etwa 370 m ü. NHN nach der Kläranlage von Gaggstatt und vor der Hammerschmiede von Hornberg, 2,0 km und 2,3 km². Entsteht auf etwa 430 m ü. NHN an der Nordwestspitze des Hornberger Waldes.
  - Lichsenbach, von links und Südosten auf etwa 408 m ü. NHN zwischen der Aussiedlerhofgruppe Waldeck und Gaggstatt, 1,6 km und ca. 0,6 km².[LUBW 9] Entsteht auf etwa 462 m ü. NHN im Südrand des Hornberger Waldes.
Der Hauptoberlaufast des Engertalbachs hat demgegenüber hier erst 0,8 km Länge, trägt aber ein Teileinzugsgebiet von ca. 0,9 km²[LUBW 9] bei.

Mündung des Steinbachs von links und Nordosten auf 336,3 m ü. NHN zwischen dem Schloss Hornberg (Hornberg an der Jagst) auf dem linken und der Ruine von Burg Sulz auf dem rechten Sporn an der Grenze des Stadtteils Hornberg zu Kirchberg an der Jagst selbst in die mittlere Jagst. Der Steinbach ist ab dem Zusammenfluss von Esbach und Eselbach 2,0 km, zusammen mit dem Esbach 6,0 km lang und hat ein Einzugsgebiet von 11,7 km².

### Andere Namen
Für einige Laufabschnitte im Zuflusssystem des Steinbachs findet man auch andere Namen. Sie werden hier mit Bezug auf die oben verwendeten Benennungen angegeben:
- Die amtliche Gewässerkarte[LUBW 11] lässt den Steinbach nicht am Zusammenfluss von Esbach und Eselbach beginnen, sondern knapp 100 Meter weiter aufwärts am Esbach. Da auf dieser Karte – so etwa zu bemerken, wenn der dort gewählte Hauptstrangnamen dem ortsüblichen Namen gleich ist – oft kleinere Unstimmigkeiten zwischen den Bemaßungen der zwei einschlägigen Layer auftreten, die wohl auf teils ältere und unabhängige Messungen zurückgehen, wurde hier unterstellt, dass der Namenswechsel kurz vor dem Zusammenfluss nur auf ein zufällig etwas zu groß geratenes Laufintervall für den Steinbach-Abschnitt zurückgeht.
- Der Name Steinbach auf dem Abschnitt ab dem Zusammenfluss von Esbach und Eselbach entspricht der Beschriftung auf der Topographischen Karte.[LUBW 12] Diese Bezeichnung taucht auch schon so in der Beschreibung des Oberamts Gerabronn von 1847 auf: „der Steinbach bei Gaggstatt“[2], „‚das Schloß Sulz und der Berg umb und umb mit der Halden bis in den Steinbach und von dannen hinaus bis an das äußere Lohe.‘“ (Zitat von 1399)[3], „die bei Gaggstadt beginnende und nächst dem Schloß endende Kluft, die Steinbachsklinge“.[4]
- Demgegenüber nennt die Website der Kleinstadt Kirchberg an der Jagst den Unterlauf zweimal Esbach[5] und die kurze Straße links des Steinbach-Unterlaufs, die erst deutlich unterhalb der Hammerschmiede in der Klinge einsetzt und durch die Talsiedlung von Hornberg bis zur Mündung führt, trägt den Namen Esbachweg. Dies ist vielleicht eine neuere Benennung aus der Zeit nach der Gemeindereform, im Zuge welcher 1972 Gaggstatt mit seinem Weiler Mistlau zu Kirchberg kam und ebenso Hornberg mit einem Unterlauf-Abschnitt des Steinbachs. In Mistlau gibt es nämlich noch einen anderen Steinbach und eine Steinbachstraße. Hier könnte eine Unterscheidung der beiden Bäche und Straßen aus administrativen und postalischen Gründen sinnvoll erschienen sein, selbst gegen den bisherigen oder noch heute bestehenden Sprachgebrauch.
- Auf einem weiteren Karte auf Gemarkungsebene wird vom Gesamtstrang Esbach → Steinbach den Beschriftungen am Lauf zufolge der oberste Abschnitt des Esbachs bis etwa zur Gemeindegrenze von Rot zu Kirchberg Harresgraben genannt, wohl nach den Harreswiesen, durch die der Esbach zuvor seine Wendekurve zieht. Das Stück danach bis über den Zusammenfluss mit dem Eselsbach hinaus ans Ortsende von Gaggstatt, womöglich sogar bis zum Zufluss des Engstenbach, heißt hier Wadesbach, wohl nach dem Gewann Wades etwas nördlich von Gaggstatt. Nach diesem Abschnitt heißt der Lauf dann auch hier Steinbach.[6]
- Die amtliche Gewässerkarte nennt den aus dem Engertal zulaufenden Nebenbach Engeltalbach. Diese Schreibung ist wohl einem Fehler beim Ablesen des Gewannnamens geschuldet; die Bezeichnung für den Bach könnte in dieser Karte erstmals vom vermeintlichen Talnamen abgeleitet worden sein.[LUBW 10]

### Ortschaften
Außer den bei den Beschreibungen der Läufe von Esbach, Eselsbach und Steinbach genannten Uferorten Oberwinden, Niederwinden, Gaggstatt, Hammermühle und Hornberg gibt es im Einzugsgebiet allein noch den Siedlungsplatz Waldeck, eine Aussiedlerhofgruppe im Stadtteil Gaggstatt von Kirchberg nahe am Zufluss Lichsenbach des Engertalgraben.

## Geologie
Geologisch entspringt der Esbach in einer quartär abgelagerten Lössediment-Schicht um Oberwinden. Gleich nach dem Ort erreicht dieser Oberlauf den Lettenkeuper (Erfurt-Formation), der auf dem größten Teil des Einzugsgebietes ansteht.
Der Espach/Eselbach dagegen entspringt zwar in fast gleicher Höhe, jedoch eine weitere Etage tiefer in der Folge der Schichten erst im Oberen Muschelkalk. Er wechselt auf seinem anfänglichen Nordkurs über eine Störungslinie abrupt und für eine kurze Strecke in den noch über dem Lettenkeuper liegenden tektonisch aber tiefer versetzten Gipskeuper (Grabfeld-Formation), um dann auf seinem langen südwestlichen Laufstück bis nach Gaggstatt ebenfalls im Lettenkeuper zu verbleiben.
Der eigentliche Steinbach selbst verläuft zur Gänze im Oberen Muschelkalk, der am Ortsende von Gaggstatt beginnt. Seine nach Südwesten in Fortsetzung des ebenfalls im Muschelkalk liegenden kurzen Engertals verlaufende Klinge folgt recht genau der oben erwähnten, langen Störungslinie im Verlauf der sogenannten Fränkischen Furche, die ohne Unterbrechung vom Espach her etwas links des mittleren und unteren Eselbachs zieht und im Bereich der städtischen Siedlungszone Kirchbergs mit der linksseits des Jagsttal nordwestlich laufenden Kirchberger Störung konvergiert. Diese Störung neben dem Eselbach versetzt anfangs wie erwähnt Gipskeuper, später bis zum Eintritt ins Engertal Lettenkeuper an der nordwestlichen Tiefscholle gegenüber durchgehend Oberem Muschelkalk an der südöstlichen Hochscholle, dann im Bereich der Steinbach-Klinge meistens tieferen gegen höheren Oberen Muschelkalk. Etwas südöstlich von ihr geht dieser im Anstieg zur Wasserscheide hin wieder in die höheren Schichten des Lettenkeupers und sogar einer Lössedimentinsel im Hornberger Wald über. Noch am Rand des Hornberger Waldes gibt es eine Dolinengruppe, die als Naturdenkmal unter Schutz steht; wie in der Umgegend häufig, liegt sie im Lettenkeuperausstrich wenig über dem Oberen Muschelkalk.

## Schutzgebiete
Die Steinbach-Klinge gehört in Teilen zum Landschaftsschutzgebiet-Anteil des Schutzgebietes Jagsttal mit Seitentälern zwischen Crailsheim und Kirchberg, in anderen zum Landschaftsschutzgebiet Mittleres Jagsttal mit Nebentälern und angrenzenden Gebieten.

### LUBW
Amtliche Online-Gewässerkarte mit passendem Ausschnitt und den hier benutzten Layern: Lauf und Einzugsgebiet des Steinbachs

Allgemeiner Einstieg ohne Voreinstellungen und Layer: Daten- und Kartendienst der Landesanstalt für Umwelt Baden-Württemberg (LUBW) (Hinweise)
1. 1 2  Höhe nach dem Höhenlinienbild auf dem Hintergrundlayer Topographische Karte.
2. 1 2 3 4  Höhe nach schwarzer Beschriftung auf dem Hintergrundlayer Topographische Karte.
3. 1 2  Länge nach dem Layer Gewässernetz (AWGN).
4. 1 2  Länge nach dem Layer Gewässername.
5. 1 2  Länge abgemessen auf dem Hintergrundlayer Topographische Karte.
6. 1 2 3  Einzugsgebiet aufsummiert aus den Teileinzugsgebieten nach dem Layer Basiseinzugsgebiet (AWGN).
7. ↑  Seefläche nach dem Layer Stehende Gewässer.
8. ↑  Einzugsgebiet nach dem Layer Basiseinzugsgebiet (AWGN).
9. 1 2 3  Einzugsgebiet abgemessen auf dem Hintergrundlayer Topographische Karte.
10. 1 2  Die Layer Gewässernetz (AWGN) und Gewässername nennen diesen Zufluss nicht Engertalbach entsprechend dem Talnamen, sondern Engeltalbach, was aber wohl nur an einem Ablesefehler für den Talnamen liegt.
11. ↑  Abschnittsname nach dem Layer Gewässername.
12. ↑  Abschnittsname nach dem Hintergrundlayer Topographische Karte.
13. 1 2  Schutzgebiete nach den einschlägigen Layern.

### Andere Belege
1. ↑  Wolf-Dieter Sick: Geographische Landesaufnahme: Die naturräumlichen Einheiten auf Blatt 162 Rothenburg o. d. Tauber. Bundesanstalt für Landeskunde, Bad Godesberg 1962. → Online-Karte (PDF; 4,7 MB)
2. ↑  Kapitel zu Gaggstatt
3. ↑  Kapitel zu Kirchberg
4. ↑  Kapitel zu Hornberg
5. ↑  Esbach für den Unterlauf bis zur Mündung auf der Seite zum Stadtteil Hornberg und der Seite der Weiler Mistlau und Lobenhausen (Anakoluth, aber mit unmissverständlichem Bezug.)
6. ↑  Namensfolge Harresgraben → Wadesbach → Steinbach (Detailkarte (Seite nicht mehr abrufbar, festgestellt im Mai 2019. Suche in Webarchiven)  Info: Der Link wurde automatisch als defekt markiert. Bitte prüfe den Link gemäß Anleitung und entferne dann diesen Hinweis.) nach dem Layer WMS-ALKIS-Basis auf: Geoportal Baden-Württemberg (Hinweise)
7. ↑  Geologie grob nach: Mapserver des Landesamtes für Geologie, Rohstoffe und Bergbau (LGRB) (Hinweise)